# Doussard

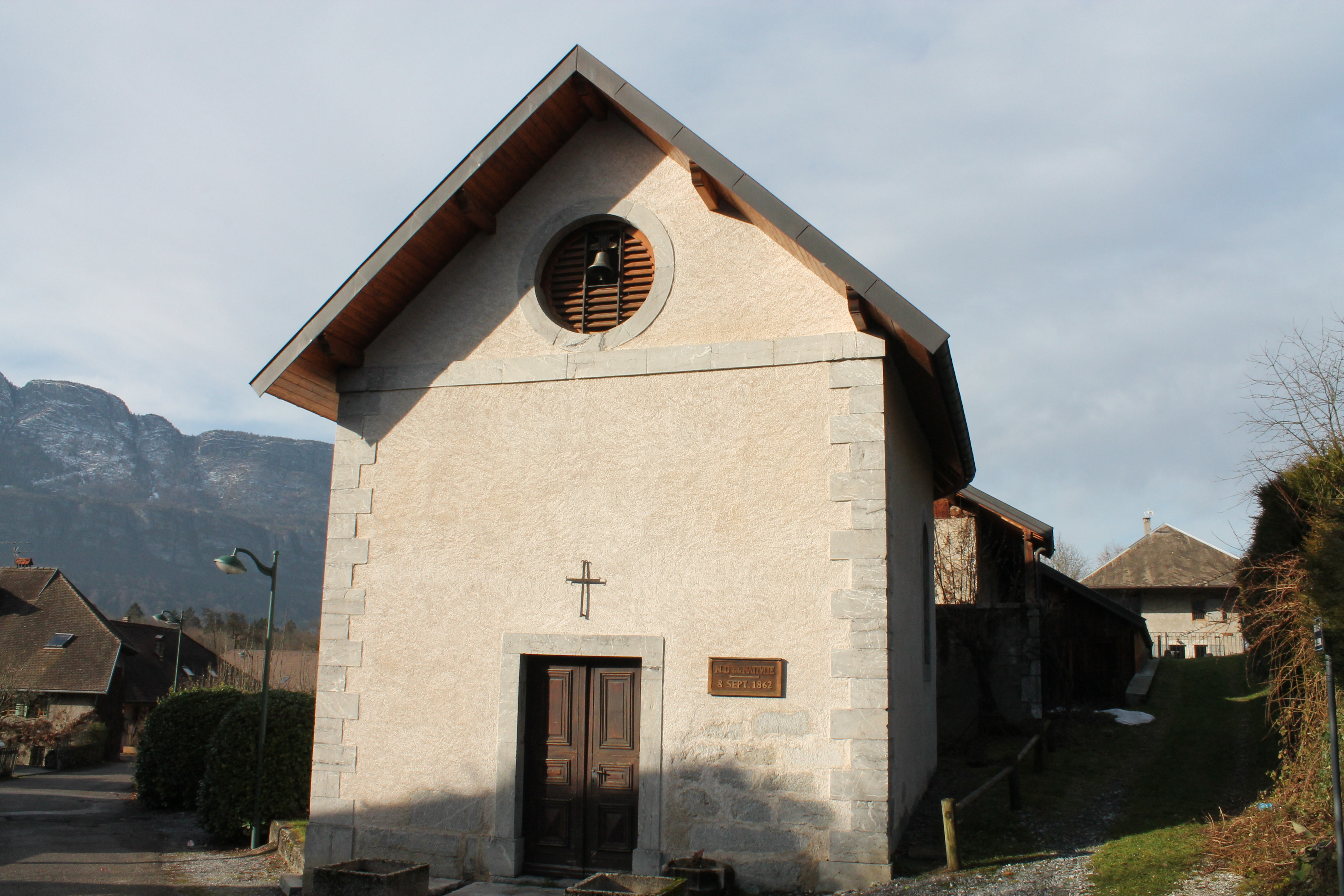
Kaplica Matki Bożej (2012)

Doussard – miejscowość i gmina we Francji, w regionie Owernia-Rodan-Alpy, w departamencie Górna Sabaudia.
Według danych na rok 1990 gminę zamieszkiwało 2070 osób, a gęstość zaludnienia wynosiła 103 osoby/km² (wśród 2880 gmin regionu Rodan-Alpy Doussard plasuje się na 423. miejscu pod względem liczby ludności, natomiast pod względem powierzchni na miejscu 500.).